# Ameínies
Ameínies（en llatí Ameinias, en grec antic Ἀμεινίας) fou el germà petit del poeta Èsquil. Era del demos de Pal·lene, a l'Àtica, segons Heròdot, o del de Decèlia, segons Plutarc
Ameínies es va distingir a la batalla de Salamina l'any 480 aC en ser el primer a atacar les naus perses, i també per la seva recerca d'Artemísia I de Cària. Segons Diodor de Sicília, ell i Èumenes va ser en aquesta ocasió els més valents de tots els atenesos. Claudi Elià diu que Ameínies va impedir la condemna del seu germà Èsquil per part de l'Areòpag.